# Бхаккар (округ)
Округ Бхаккар (урду ضِلع بهكّر) — округ у провінції Пенджаб, Пакистан. Округ був створений з частин округу Міанвалі у 1982 році, а його центром є місто Бхаккар. Менша частина території складається з річкового урочища вздовж Інду, яке називається Качча, тоді як більша частина округу розташована на безлюдній рівнині пустелі Тхал.
Географічно розташований на заході провінції Пенджаб, округ Бхаккар межує з округом Лайя на півдні, Джангом на південному сході, Дера-Ісмаїл-Хан на заході, Хушабом на північному сході і Міанвалі на півночі.

## Адміністративний устрій
Округ поділений на чотири техсіли та 64 союзні ради:
- Бхаккар[3]
- Дар'я Хан[3]
- Калуркот[3]
- Манкера[3]

Союзна рада Хансар є однією з найбільших рад у Бхаккарі.

## Демографія
На момент перепису населення 2017 року в окрузі Бхаккар налічувалося 267 317 домогосподарств і 1 647 852 особи. Співвідношення статей у Бхаккарі становило 954 жінки на 1000 чоловіків, а рівень грамотності — 51,82 %: 65,05 % для чоловіків і 38,08 % для жінок. 259 654 (15,76 %) проживали в міських районах. 456 121 (27,68 %) були віком до 10 років. У 2023 році в окрузі налічувалося 313 559 домогосподарств та 1 957 470 осіб.

### Релігія
| Релігія                        | Населення (1941) | Відсоток (1941) | Населення (2017) | Відсоток (2017) |
| ------------------------------ | ---------------- | --------------- | ---------------- | --------------- |
| Іслам                          | 169,276          | 82,16%          | 1 646 014        | 99,89%          |
| Індуїзм                        | 32 740           | 15,89%          | 13               | 0%              |
| Сикхізм                        | 3,996            | 1,94%           | Н/Д              | Н/Д             |
| Християнство                   | 23               | 0,01%           | 1661             | 0,1%            |
| Ахмадія                        | Н/Д              | Н/Д             | 112              | 0,01%           |
| Інші                           | 0                | 0%              | 52               | 0%              |
| Загальна чисельність населення | 206 035          | 100%            | 1 647 852        | 100%            |

### Мовний розподіл
Основними мовами, якими розмовляють у районі, є Сараїкі (79,97 %), пенджабі (10,18 %), урду (7,14 %) і пушту (2,33 %).

## Освіта
Згідно з переписом населення, проведеним у 2017 році, рівень грамотності Бхаккара становить близько 55 %. Є 19 коледжів, 1300 початкових, початкових, середніх і вищих середніх шкіл.

## Відомі люди
- Рашид Акбар Хан Навані (політик)
- Мухаммад Сана Уллах Хан Масті Хел (політик)
- Інамулла Ніазі (політик)
- Лех Радж Батра, видатний міколог і лінгвіст

## Нотатки
1. ↑  Дані за 1941 рік стосуються Бхаккарського техсілу тодішнього округу Міанвалі, який приблизно відповідає сучасному району Бхаккар. Історичні кордони районів можуть не збігатися з сучасними через різні розгалуження кордонів районів - які згодом створили нові райони - по всій історичнійп ровінції Пенджаб в епоху після здобуття незалежності, які враховували зростання кількості населення.
2. ↑  Перепис 1941 року: включаючи Ад-Дармі
3. ↑  Включаючи джайнізм, буддизм, зороастризм, іудаїзм, або не вказали.